# Hillbrow Tower

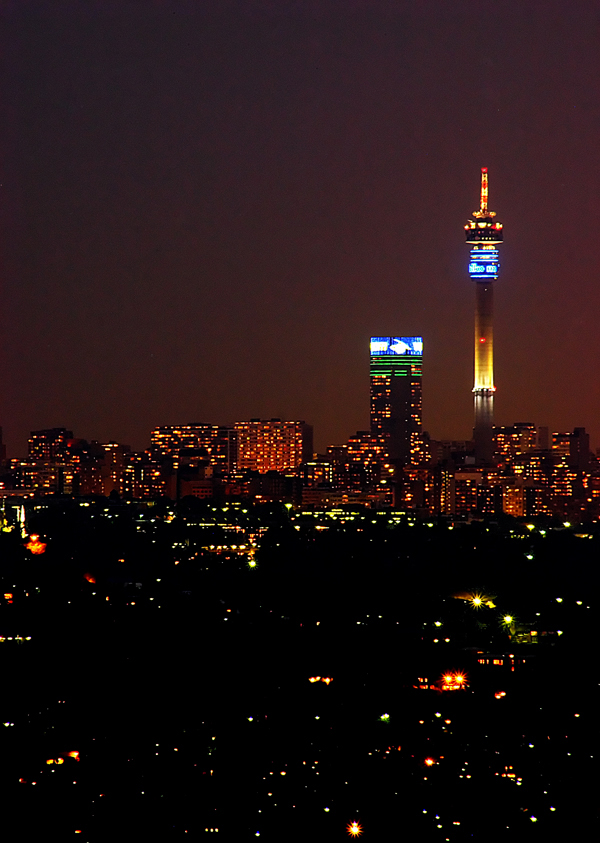
Hillbrow Tower a noite em Joanesburgo, África do Sul.

A Hillbrow Tower, ou 8ta Tower, é uma torre que localiza-se em Hillbrow, um subúrbio na cidade de Joanesburgo, na África do Sul. Construída em 1971, ergue-se a duzentos e setenta metros de altura e, até julho de 2019, é a 56.ª torre de estrutura independente mais alta do mundo.